# Pierre Restany
Pierre Restany (n. 24 iunie 1930, Amélie-les-Bains-Palalda, Languedoc-Roussillon, Franța – d. 29 mai 2003, Paris, Franța) a fost artist plastic, critic de artă și filozof cultural francez, de al cărui nume se leagă curentul artistic francez al anilor 1960 cunoscut ca Nouveau réalisme (Noul realism).

## Biografie
Restany s-a născut în Amélie-les-Bains-Palalda din departamentul sudic francez Pyrénées-Orientales, dar și-a petrecut copilăria sa în Casablanca, în Maroc. În 1949, la întoarcerea sa în Franța, a urmat Lycée Henri-IV, după care a studiat la universități din Franța, Italia și Irlanda. Încă de la prima întâlnire, în 1955, dintre Restany și Yves Klein (căruia i se atribuie faimosul albastru Klein), cei doi au menținut puternice legături afective și profesionale.

## Biografie artistică

### Nouveau Réalisme
În 1960, Pierre Restany a creat idea și propus termenul de Nouveau Réalisme împreună cu Yves Klein, în timpul unei expoziții de grup, care avusese loc la galeria Apollinaire din Milano.
A fost o idee care a reunit un grup de ariști vizuali francezi și italieni.
 Nouveau Réalisme fusese răspunsul european la mișcarea artistică americană Neo-Dada, o categorie mai amplă începută prin mișcările artistice Fluxus și Pop Art. Grupul includea pe Martial Raysse, Arman, Yves Klein, François Dufrene, Raymond Hains, Daniel Spoerri, Jean Tinguely, Jacques Villeglé - fiind ulterior lărgit prin prezența lui César, Mimmo Rotella, Niki de Saint Phalle și Christo.
Restany a definit filozofia grupului, prin a spune că acest grup de artiști manifestau „noi abordări perceptive ale realității.” Prima expoziție a membrilor grupului, numiți comun Nouveaux réalistes, a avut loc în noiembrie 1960, la Paris Festival d'avant-garde. Lucrarea lor colectivă, precum și toate lucrările lor individuale, se subsumau ideii de reconsiderare a conceptului de artă și de artist (vizual, plastic, muzical, conceptual, kinestezic, ș.a.m.d.) în contextul societății contemporane, orientate consumeristic, prin reafirmarea idealurilor umaniste în fața expansiunii industriale.

### Galerie de artă, curator
În 1961, Restany a fondat, împreună cu Jeannine de Goldschmidt, Galerie J din Paris.
În 1969, filozoful cultural Restany a fost unul dintre curatori of the Bienalei São Paulo. La începutul anilor 1970, a fost atras de o altă mișcare artistică franceză, arta sociologică colectivă.
În 1976, Pierre Restany a fost responsabil de prezentarea artei franceze la prestigioasa Bienală de la Veneția, fiind curatorul pavilionului francez la acea ediței a Bienalei. Astfel, a organizat, în cadrul pavilionului, o expoziției colectivă a Colectivului Artei Sociologice (conform, Collectif d'Art Sociologique), adunând opere vizuale ale artiștilor Hervé Fischer, Fred Forest și Jean-Paul Thénot, împreună cu cele ale mini-grupului, Raymond Hains, Alain Jacquet, Bertrand Lavier, Jean-Pierre Raynaud și Jean-Michel Sanejouand.

### Revista Domus,Academia Domus,alte proiecte
În 1963, Pierre Restany a fondat și editat, revista de arhitectură Domus, împărțind timpul său profesional între Montparnasse, Paris, și Milano, fiind, în același timp, unul dintre contribuitorii constanți ai revistei până în 2003, anul decesului său.
Ca o continuare firească a muncii sale teoretice de aproape 20 de ani la propria sa revistă, Revista Domus, în 1982, Pierre Restany a co-fondat Academia Domus, prima instituție post universitară de design din Milano. 
De la începutul anilor 1990 și până în apropierea morții sale, Restany a demonstrat un crescut interes în legătură cu artiștii vizuali lucrând în zonele foarte noi, pe atunci, ale artei computerizate, artei noilor medii,  artei digitale și World Wide Web.
În 1984, a fost numit editor la revistei de arte vizuale, D'Ars. În 1992, Restany a fost curatorul expoziției Art & Tabac — Artă și tutun (care a trecut și prin Roma, Viena și Amsterdam),iar în 1994, a fost co-curator, împreună cu Robert C. Morgan, al expoziției Logo, Non Logo, care s-a ținut la Thread Waxing Space din New York City.
În 1999, Pierre Restany a fost ales ca președinte al prestigiosului muzeu de artă modernă Palais de Tokyo din Paris.

### Deces
Restany a decedat în Paris, în 2003. A fost înmormântat la Cimitirul Montparnasse.

## A vedea și
- Decolaj
- César Baldaccini
- Christo
- Yves Klein
- Mimmo Rotella
- Niki de Saint Phalle
- Artă computerizată
- Artă conceptuală
- Artă digitală
- Artă electronică
- Artă generativă
- Arta mediilor noi
- Artă post-conceptuală
- Artă post-modernă
- Artă sociologică
- Arta sistemelor
- Critică instituțională
- Ultra-Lettrism